# Football Club Déifferdeng 03
Football Club Differdange 03 é uma agremiação esportiva luxemburguesa fundada em 2003, sediada em Differdange, no sudeste do país.

## História
Foi formado em 2003 como um amálgama de dois clubes da cidade de Differdange: FA Red Boys Differdange e AS Differdange. Quando os clubes fundiram, em tempo, para a temporada de 2003-04, o Red Boys estava definhando na metade inferior da Divisão de Honra, enquanto que o AS se encontrava no meio da tabela na terceira divisão do futebol luxemburguês. O novo clube foi promovido à Divisão Nacional na temporada de 2005-06, quando a divisão superior foi ampliada de 12 para 14 clubes.
O Red Boys Differdange anteriormente fora uma das equipes de maior sucesso no futebol luxemburguês, tendo vencido a Copa Luxemburgo vezes mais do que qualquer outra equipe (16). Durante os anos 1920 e 1930, competiu com o Spora Luxemburgo pelo domínio do futebol luxemburguês. O Red foi o mais bem sucedido dos dois, e ganhou treze conquistas entre 1923 e 1936. O Spora ganhou oito troféus no mesmo período.
Na temporada 2011-12 da UEFA Europa League, o Differdange 03 avançou para a 3ª pré-eliminatória da competição depois de ter eliminado o Levadia Tallinn por 1 a 0 no placar agregado, uma histórica vitória para um clube de Luxemburgo. Na 3ª fase de qualificação, na qual enfrentou o Olympiakos Volou, perdeu por 3 a 0 em ambas as partidas, 6 a 0 no placar agregado. No entanto, como o Olympiakos Volou foi supostamente envolvido em um caso de corrupção, a UEFA decidiu a 11 de agosto de 2011 que o Differdange iria avançar para o play-off e enfrentar o Paris Saint-Germain.
Em junho de 2012, depois de uma temporada muito ruim na BGL Liga (4º), o FCD03 muda de treinador.

## Títulos

Red Boys

### Como FC Differdange 03
- Primeira divisão

Campeão (2): 2023/24, 2024/25
- Copa de Luxemburgo

Campeão (3): 2000/10, 2010/11, 2024/25

### Como Red Boys Differdange
- Primeira divisão

Campeão (6): 1922–23, 1925–26, 1930–31, 1931–32, 1932–33, 1978–79
Vice-campeão (11): 1910–11, 1926–27, 1933–34, 1934–35, 1957–58, 1973–74, 1975–76, 1979–80, 1980–81, 1983–84, 1984–85
- Copa de Luxemburgo

Campeão (14): 1924–25, 1925–26, 1926–27, 1928–29, 1929–30, 1930–31, 1933–34, 1935–36, 1951–52, 1952–53, 1971–72, 1978–79, 1981–82, 1984–85
Vice-campeão (11): 1923–24, 1931–32, 1934–35, 1947–48, 1949–50, 1954–55, 1957–58, 1969–70, 1976–77, 1985–86, 1989–90

## Retrospecto em competições europeias

AS Differdange

### Como Red Boys Differdange
- UEFA European Cup

Primeira fase (1): 1979-1980;
- Taça dos Vencedores das Taças

Primeira fase (3): 1972-73, 1982-83, 1985-86;
- Copa da UEFA

Primeira rodada (6): 1974-75, 1976-77, 1977-78, 1980-81, 1981-82, 1984-85;

### Como FC Differdange 03
Em 2011-12, pela UEFA Europa League, o Differdange avançou para a 3ª pré-eliminatória da competição depois de eliminar o Levadia Tallinn por 1 a 0 no placar agregado. Essa é a vitória mais famosa do clube europeu e um dos maiores vitórias de um clube de Luxemburgo. Na 3ª fase de qualificação, o time enfrentou o Olympiakos Volou e perdeu duas vezes por 3 a 0. No entanto, como o adversário foi supostamente envolvido em um caso de corrupção, a UEFA decidiu que o Differdange que iria avançar para o play-off Redonda e enfrentar o Paris Saint-Germain.